# Ливия Ярока
Ливия Ярока (на унгарски: Járóka Lívia) е унгарска политичка, първата депутатка в Европейския парламент в Страсбург от ромски произход (2004).
По-късно е избрана и друга нейна колежка от ромски произход – Виктория Мохачи, а първият депутат ром е Хуан де Диос Рамирес-Ередия в периода 1994-1999 г.
Ярока е от унгарската консервативна партия „Фидес“ и е в парламентарната група на Европейската народна партия (ЕНП). В парламента тя участва в няколко комисии, включително в тази за граждански свободи, правосъдие и вътрешен ред.

## Биография
Ливия Ярока е родена на 6 октомври 1974 г. в градчето Тата, Унгария, в семейство на еврейка и ром, а после живее в Шопрон до австрийската граница. По думите ѝ там нямало други роми и затова като дете не е усещала дискриминация или расизъм. Ярока твърди, че идва по-скоро от семейство на музиканти, макар че майка ѝ е била шивачка, а баща ѝ - сервитьор. Едва когато баща ѝ губи работата си, защото австрийски туристи не искали да ги обслужват „мургави“, тя се мести с фамилията в Будапеща, където попада в ромска общност (тя самата нарича прочутия 8-и квартал „унгарския Харлем“) и там се събужда етническото ѝ съзнание.
В края на 90-те години тя учи във филиала на Централноевропейския университет във Варшава и специализира социална антропология в Юнивърсити колидж - Лондон, с акцент върху етническата идентичност на ромите и как тя е повлияна от расистките текстове в рап музиката в Унгария и отразена в младежкото движение „Горд съм, че съм ром“.
Ярока е и сред създателите през 2001 г. на Radio C – първата изцяло ромска информационна радиостанция в Централна Европа.
През 2006 г. Ярока, която има 3-годишна дъщеря, е сред лицата в рекламата „Съюз на ценностите“, част от кампания на ЕНП да модернизира образа си пред европейците.
През септември 2006 Ливия Ярока е номинирана за титлата „Парламентарист на 2006 година“ в областта на правосъдието и основните права на Parliament Magazine. При обсъждането на номинацията българският наблюдател в Европейския парламент Димитър Стоянов изпраща електронно писмо до другите депутати, в което обявява, че е против номинацията. Освен конкретното съображение, че 32 години са много за младеж, той пише: „В моята страна има десетки хиляди момичета от цигански произход, много по-красиви от почитаемата. Всъщност, ако си на подходящото място в подходящото време, можеш дори да си купиш някоя (12-13-годишна), която да стане твоя любяща жена.“  Архив на оригинала от 2006-10-18 в Wayback Machine.. Тези забележки биват заклеймени от редица евродепутати и ЕНП и стават повод за искания Народното събрание да отзове Димитър Стоянов като наблюдател от Европейския парламент.